# Eutetranychus pyri
Eutetranychus pyri är en spindeldjursart som beskrevs av Attiah 1967. Eutetranychus pyri ingår i släktet Eutetranychus och familjen Tetranychidae. Inga underarter finns listade i Catalogue of Life.